# Stictoleptura cardinalis
Stictoleptura cardinalis är en skalbaggsart som först beskrevs av K. Daniel och J. Daniel 1899.  Stictoleptura cardinalis ingår i släktet Stictoleptura och familjen långhorningar. Inga underarter finns listade i Catalogue of Life.